# Chersotis delear
Chersotis delear là một loài bướm đêm trong họ Noctuidae.